# Tim Maia (álbum de 1976)
Tim Maia é o sétimo álbum de estúdio do cantor e compositor brasileiro Tim Maia lançado em meados de 1976 pela gravadora Phonogram, através do selo Polydor. As gravações foram realizadas nos Estúdios Phonogram, na Barra da Tijuca, no Rio de Janeiro no início daquele ano.

## Antecedentes
Após desencantar-se com a seita Cultura Racional, em setembro de 1975, Tim resolveu gravar um álbum completamente em inglês, a ser lançado pela sua gravadora independente, a Seroma. Entretanto, após os ensaios, as gravações e a confecção da capa na gráfica, o dinheiro acabou. A solução acabou vindo com a oferta de um contrato de gravação pelo seu amigo Pedrinho da Luz, que havia se tornado diretor artístico do selo Polydor, da gravadora Phonogram.

## Gravação e produção
Tim Maia começou os ensaios para o disco com a mesma banda reduzida que havia gravado o seu disco em inglês, no começo do ano. Entretanto, com o passar do tempo, mais músicos foram se juntando e a banda foi crescendo. Por sugestão de seu guitarrista que gostava muito da Charles Wright & the Watts 103rd Street Rhythm Band, Tim batizou a banda com o nome da sua rua, Vitória Régia. Muitos músicos participaram dos ensaios - e até de shows desse período, mas acabaram não gravando o disco. Assim, após acreditar que tinha um bom repertório e que a banda estava bem ensaiada, Tim reservou horário nos Estúdios Phonogram, na Barra da Tijuca, no Rio de Janeiro, e registrou em poucas sessões o disco.

## Resenha musical
O grande destaque do álbum é a canção "Rodésia" que tem como tema o continente africano, focando especialmente em suas mazelas: a miséria, a fome e a diáspora negra. A canção é um funk-soul que fala sobre a Rodésia - estado que, depois de independente, tornaria-se no Zimbabwe. A nação sofria com a ação de guerrilhas rivais que buscavam o controle do país após a sua independência. A canção contrasta fortemente com a música 	"Guiné Bissau, Moçambique e Angola Racional", do disco anterior de Tim, Tim Maia Racional, Vol. 2. Outro destaque é a canção "Márcio Leonardo e Telmo", um funk de estilo próximo ao de Stevie Wonder - com bastante clavinetes - que o cantor carioca havia feito para homenagear os seus dois filhos.

## Lançamento e recepção
| Críticas profissionais | Críticas profissionais |
| Avaliações da crítica  | Avaliações da crítica  |
| Fonte                  | Avaliação              |
| ---------------------- | ---------------------- |
| Allmusic               | link                   |

Em meados de 1976, o álbum foi lançado em LP e fita cassete pela gravadora Phonogram, através do selo Polydor. Sua vendagem foi considerada boa, puxada pelo moderado sucesso radiofônico de "Rodésia". Assim, o álbum rendeu dinheiro suficiente para que o cantor carioca bancasse o lançamento de seu disco em inglês, no final daquele ano. Nos anos seguintes, foi objeto de relançamento em CD - em 1993 e 2010.[carece de fontes?]

## Faixas
Todas as faixas escritas e compostas por Tim Maia, exceto onde indicado. 
| Lado A |                           |         |  |
| N.º    | Título                    | Duração |  |
| 1.     | "Dance enquanto É Tempo"  | 1:55    |  |
| 2.     | "É Preciso Amar"          | 3:13    |  |
| 3.     | "Rodésia"                 | 2:39    |  |
| 4.     | "Márcio Leonardo e Telmo" | 1:58    |  |
| 5.     | "Sentimental"             | 2:06    |  |
| 6.     | "Nobody Can Live Forever" | 2:51    |  |

| Lado B |                                                      |                            |         |  |
| N.º    | Título                                               | Compositor(es)             | Duração |  |
| 1.     | "Me Enganei"                                         | Dom Pi                     | 2:15    |  |
| 2.     | "Manhã de Sol Florida, Cheia de Coisas Maravilhosas" |                            | 3:19    |  |
| 3.     | "Brother, Father, Sister and Mother"                 |                            | 3:20    |  |
| 4.     | "Batata Frita, o Ladrão de Bicicleta"                |                            | 2:08    |  |
| 5.     | "The Dance Is Over"                                  | Tim Maia / Hyldon / Dom Pi | 2:30    |  |

## Créditos
Créditos dados pelo Allmusic e por Nelson Motta.

### Músicos
- Vocal: Tim Maia
- Vocais de apoio: Dom Pi, Antonio Pedro Fortuna, Paulinho Guitarra, Antônio Claudio, Junior Mendes e Gastão Lamounier Neto
- Guitarra elétrica: Tim Maia, Paulinho Rocketh, Zé Maurício e Paulinho Guitarra
- Flauta: Tim Maia
- Teclados: Dom Pi
- Baixo elétrico: Antônio Pedro Fortuna, Carlinhos Simões
- Percussão: Tim Maia, Antônio Pedro Fortuna, Paulinho Guitarra e Paulinho Braga
- Bateria: Tim Maia e Paulinho Braga

### Ficha técnica
- Produção: Tim Maia
- Arranjos: Tim Maia, Miguel Cidras e Arthur Verocai
- Engenheiro de som: Ary Carvalhães
- Mixagem: Tim Maia e Ary Carvalhães
- Corte: Luigi Hoffer
- Capa: Aldo Luiz e Jorge Vianna
- Fotos: Orlando Abrunhosa